# Жіноча інтуїція (оповідання)
«Жіно́ча інтуї́ція» (англ. Feminine Intuition) — науково-фантастичне оповідання американського письменника Айзека Азімова, вперше видано друком 1969 року в журналі «The Magazine of Fantasy & Science Fiction». Згодом друкувалося в збірках «Двохсотлітня людина та інші історії» (1976), «Все про роботів» (1982) та «Мрії робота» (1990).

## Сюжет
Сьюзен Келвін вийшла на пенсію, її посаду в U.S. Robots and Mechanical Men, Inc. зайняв її висуванець Клінтон Мадаріан. Він ініціює створення роботів серії JN, які будуть дещо непрогнозовані (творче мислення), проте суворо дотримуватимуться трьох законів робототехніки. Щоб не дратувати суспільство, роботам надають жіночих рис, а їх мислення називають «жіночою інтуїцією». Чотири експериментальні роботи вийшли невдалими, п'ятий — JN-5 (Джейн) вже здатний вирішувати недоступні людині проблеми.
Першим прикладним завданням Джейн є вивчення даних Ловеллівської обсерваторії, щоб визначити за допомогою «жіночої інтуїції» зорі з найімовірнішими можливостями існування заселених планет. Це знання буде вельми необхідним при плануванні гіперпросторових польотів.
Мадаріан разом з Джейн летять до астрономічної обсерваторії в Флегстафф (Аризона). В обсерваторії Джейн особисто опрацьовує інформацію, після чого визначає три відповідні зірки в радіусі 80 світлових років. При поверненні з Аризони трапляється аварія, у якій Мадаріан та пілот загинули, Джейн знищена, назви трьох зірок втрачені.
Керівник дослідницького процесу доктор Пітер Богерт звертається з проханням про допомогу до Сьюзен Келвін, якій на той час 80 років, однак вона не втратила гостроти розуму. В короткому часі Келвін вирішує проблему, проте Богерту не каже усе вирішення, лише говорить, як вчинити далі — дізнавшись усі дані, вона насмішкувато пояснює свій висновок «жіночою інтуїцією».